# 真景累ヶ淵
『真景累ヶ淵』（しんけいかさねがふち）は、明治期の落語家・初代三遊亭圓朝によって創作された落語（怪談噺）。
江戸時代に流布した「累ヶ淵」の説話を下敷きにした作品である。圓朝の代表作の一つとされ、古典的評価を得ている。

## 概要
- 前半部分：旗本深見新左衛門が金貸しの鍼医皆川宗悦を切り殺したことを発端に、両者の子孫が次々と不幸に陥っていく話
- 後半部分：名主の妻への横恋慕を発端とする殺生沙汰と敵討ちの話

以上の前半部分と後半部分を組み合わせた、全97章から成る。
1859年（安政6年）の作。初代三遊亭圓朝の最初の創作ものといわれる。江戸期、真打となった圓朝の演し物を助演に出た師匠二代目圓生が先に高座にかけてしまうので困り果て、他人が出来ないように創作を始めたといわれる。
当初の演目名は『累ヶ淵後日の怪談』。二代目圓生の作に『累草紙』という噺があり、そのために「続」をつけたという（ため、『累草紙』は「古累」と略称されるようになったという）。当初は、三味線等の鳴り物を入れた道具噺で立ち回りは所作を入れた芝居噺だったが、明治期に、扇一本を小道具に使う素噺とし、そのとき内容もかなり変え、題も『真景累ヶ淵』に変えたという。
1887年（明治20年）から1888年（明治21年）にかけて、小相英太郎による速記録が『やまと新聞』に掲載。1888年に単行本が出版された。
「累ヶ淵」の累（かさね）の物語をヒントにした創作である。「真景」は当時、幽霊の類が「神経のせい」と言われるようになり流行語となっていた「神経」をもじったもので、圓朝の隣家に住み懇意にしていた漢学者の信夫恕軒が発案者である。
前半部分は特に傑作と言われ、こちらが怪談となっていて、抜き読みの形で発端部の「宗悦殺し」、深見新左衛門の長男新五郎が皆川宗悦の次女お園に片恋慕する悲劇「深見新五郎」、新左衛門の次男新吉と宗悦の長女である稽古屋の女師匠豊志賀との悲恋「豊志賀の死」、豊志賀の弟子お久と新吉のなりゆき「お久殺し」のくだりなどが、現在もしばしば高座にて演じられる。後半は、色と欲からの殺生沙汰とその結果としての応報話となっている。
かつては6代目三遊亭圓生、林家彦六などが得意とし、歌舞伎化や映画化もされている。その後、桂歌丸、林家正雀、五街道雲助、鈴々舎馬桜、11代目金原亭馬生、古今亭志ん輔、柳家三三などが口演している。なお、芝居噺の『累草子』は本作の原話と言われ、林家彦六が演じたものを林家正雀、2代目露の五郎兵衛が受け継ぎ演じられている。
「真景累ヶ淵」は全て演じると毎日1時間かけて15日間かかるといわれ、大作ゆえに完全版が語られる事は難しく第七話「お熊の懺悔」まで語られたのは圓朝以後は桂歌丸だけだと言われる(「たぶん私のが圓朝師匠以来じゃないでしょうか」（2006年、朝日新聞のインタビューより）。

## 刊行書籍
- 『真景累ヶ淵』（三遊亭円朝 口述、小相英太郎 筆記）井上勝五郎、1888年。
- 『円朝叢談 智巻』（三遊亭円朝 演述、鈴木金輔 編）鈴木金輔、1892年。
- 『円朝怪談全集 下巻』改造社、1935年、1-346頁。他は怪談乳房榎
- 『真景累ヶ淵』 岩波文庫（久保田万太郎解説）、1956年、改版2007年。ISBN 978-4003100325
- 『三遊亭円朝全集 1 (怪談噺)』角川書店、1975年、327-556頁。小池章太郎・藤井宗哲解題
- 『真景累ヶ淵』 中公クラシックス（小池章太郎・藤井宗哲校注）、2007年。ISBN 978-4121600974
- 『真景累ヶ淵』 角川ソフィア文庫（小松和彦解説）、2018年。ISBN 978-4044003432

### 派生作品
書籍
- 『圓生の落語3　真景累ヶ淵・牡丹燈籠』 河出文庫、2010年。宇野信夫監修、旧版は中公文庫、1981年
- 『桂歌丸口伝　圓朝怪談噺』 竹書房、2019年。藤浦敦監修・解説、他に「江島屋怪談」
- 金原瑞人『真景累ヶ淵』岩崎書店「ストーリーで楽しむ日本の古典」、2017年。児童向け
- 奥山景布子『小説 真景累ヶ淵』二見書房、2020年。古今亭菊之丞監修

歌舞伎
1898年（明治31年）初演で、1922年（大正11年）以降は「豊志賀の死」の場面のみに絞る形に脚色されている。
映画
過去に複数のタイトルで7回映画化されている。